# Grönskär
För andra betydelser, se Grönskär (olika betydelser).
Grönskär är en ö och fyrplats i Stockholms skärgård cirka 4,5 sjömil öster om Sandhamn. Den ligger i Djurö socken i Värmdö kommun.

## Historia
Sedan 1500-talet var Grönskär ett kronohamnsfiske. På 1600-talet fanns här en kummel av trä som 1770 ersattes av en 11 meter (18 alnar) hög träkolsfyr av sten ritad av Carl Fredrik Adelcrantz. Det insågs snart att fyrtornet var för lågt och 1784 byggdes tornet på till 23 meters höjd. 1844 byttes fyrfatet med träkol ut mot en rovoljelampa med linser. 1910 installerades en modern, ljusstark gaslampa med klippljusapparat. Fyren avvecklades 1961 och ersattes av Revengegrundets fyr. 1964 överläts marken till Skärgårdsstiftelsen och 1984 även själva fyren. 1995 genomfördes en renovering där all puts avlägsnades och fyrtornet återställdes i ursprungligt skick. 26 september 2000 tändes fyren på nytt efter att ha återinvigts av landshövding Ulf Adelsohn. Fyren kallas även för Östersjöns drottning.

## Natur
Naturen på Grönskär anses av många vara vacker. Förr om åren kunde man se bland annat säl. Vid de fina klipporna kan man även se en och annan huggorm. Hjortron har även plockats i små mängder på ön.
På Grönskär finns även ett antal fiskebodar och en fyrvaktmästarbostad. Från Grönskär kan man se fyrarna Svängen och Revengegrundet och vid klart väder kan man även se Almagrundet.
Största delen av ön är privatägd, men Skärgårdsstiftelsen äger Fyren, fyrvaktarbostaden samt den lilla hamnviken på öns nordöstra udde. Dessa områden inrättades som  Grönskärs naturreservat 1965.

## Bilder

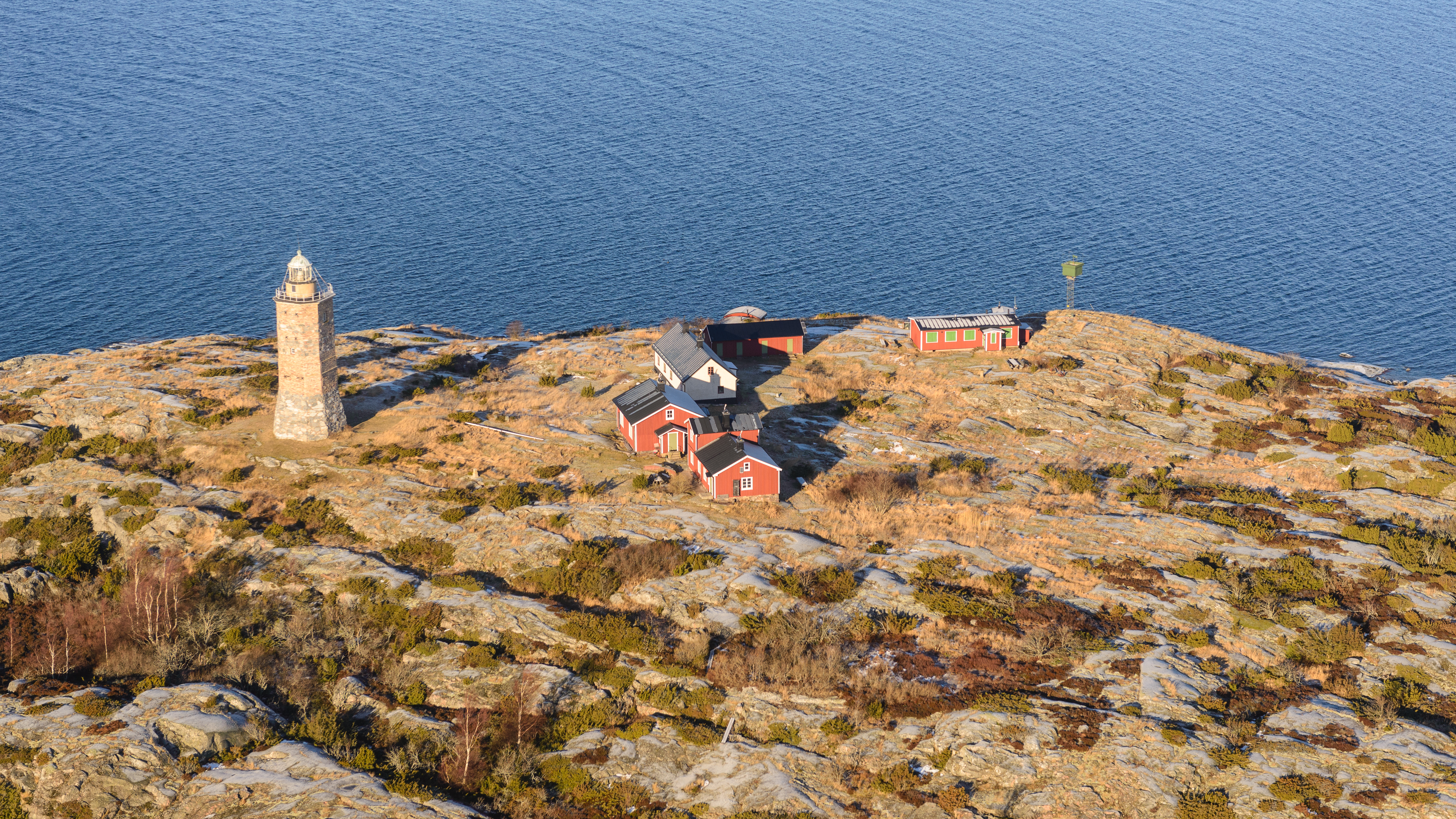
Grönskär 2013.
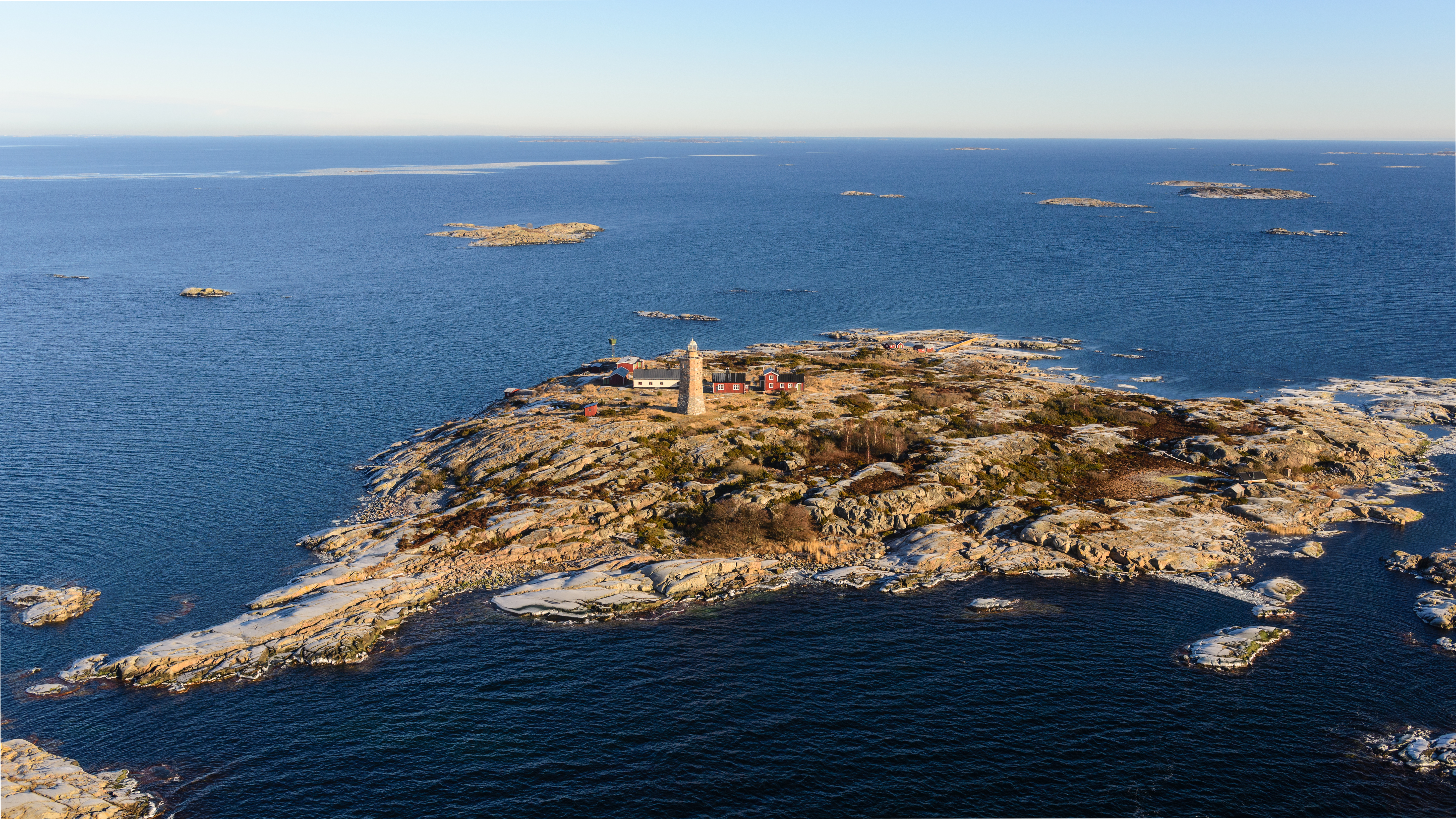
Grönskär 2013.
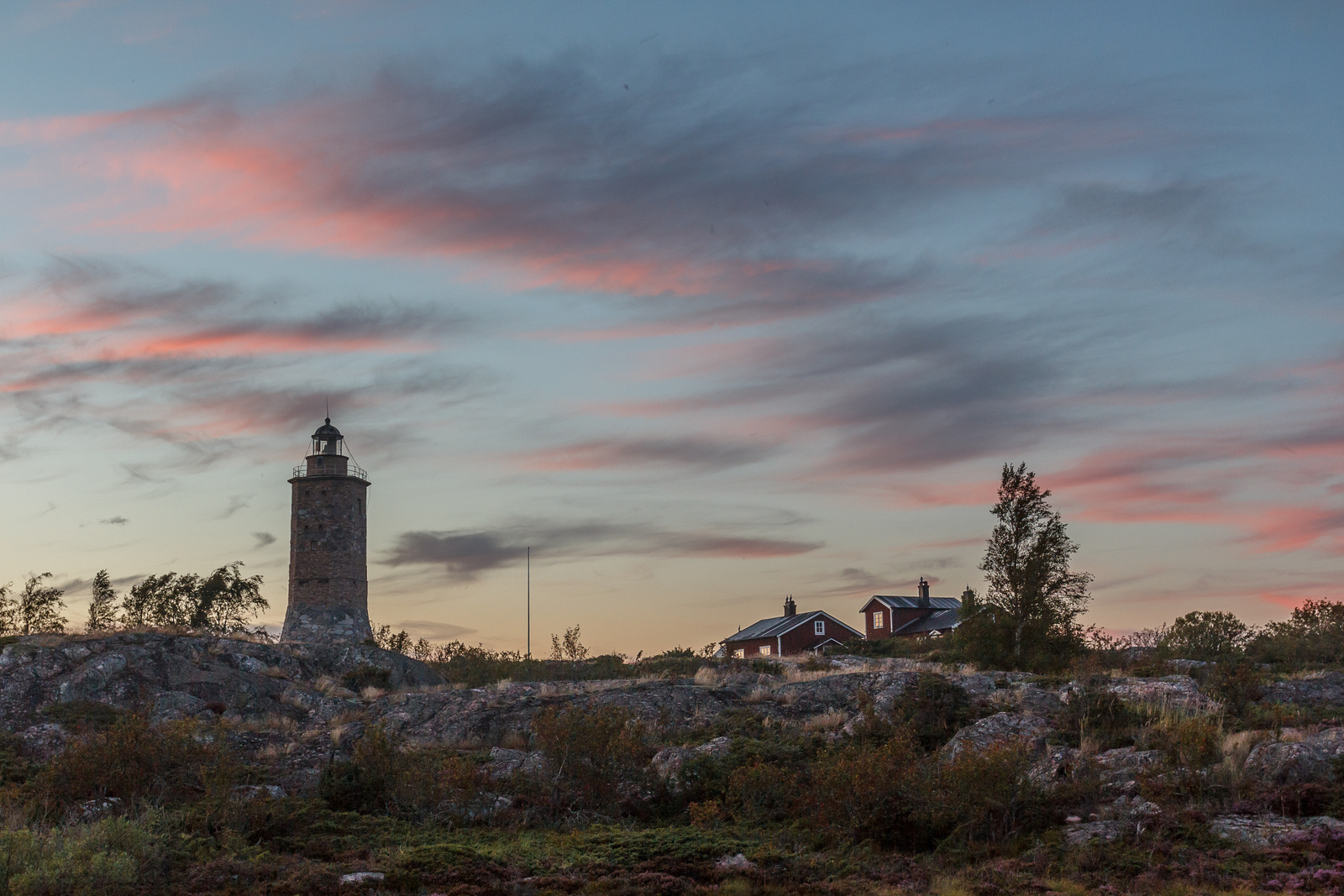
Grönskär 2014
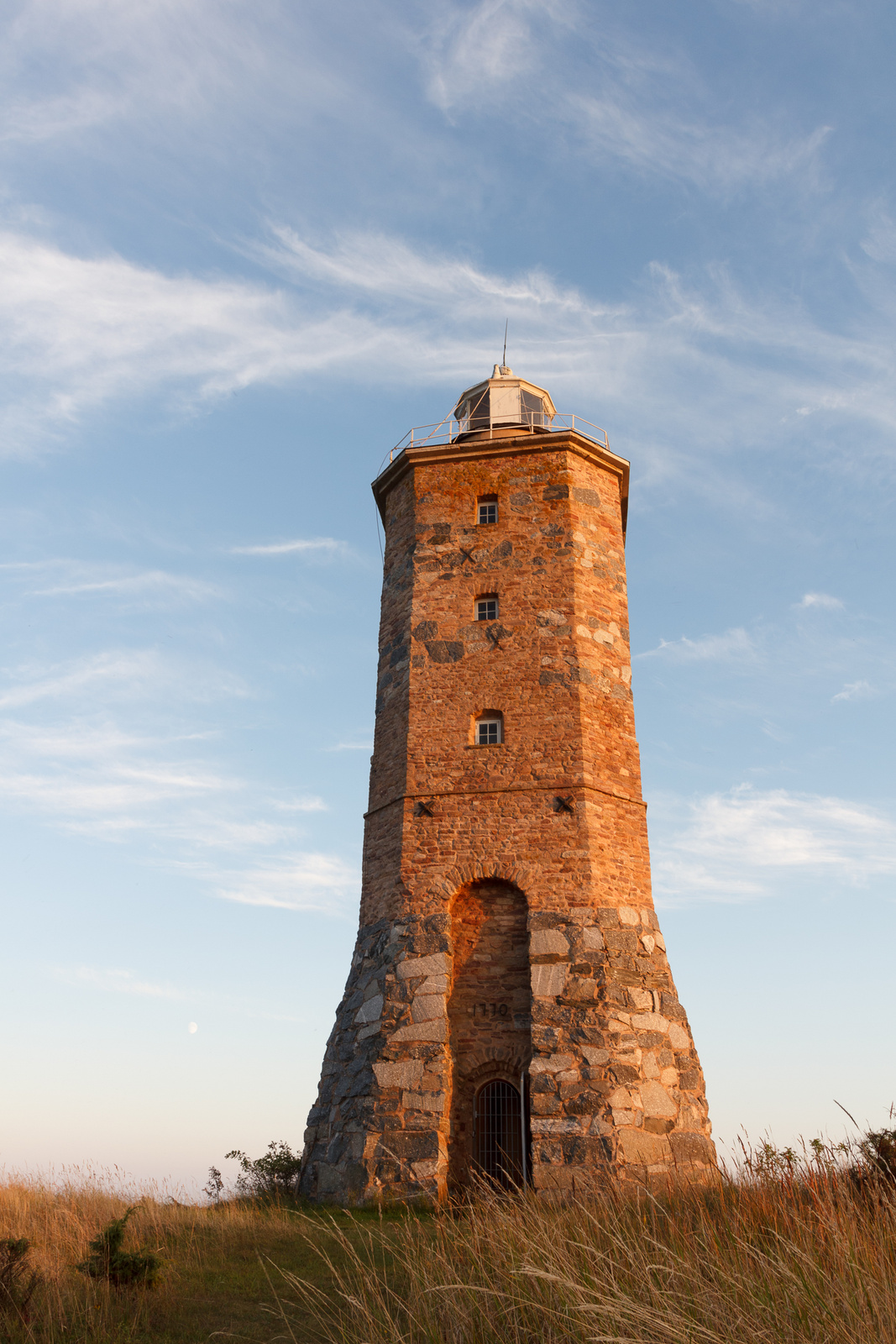
Grönskärs fyr 2014
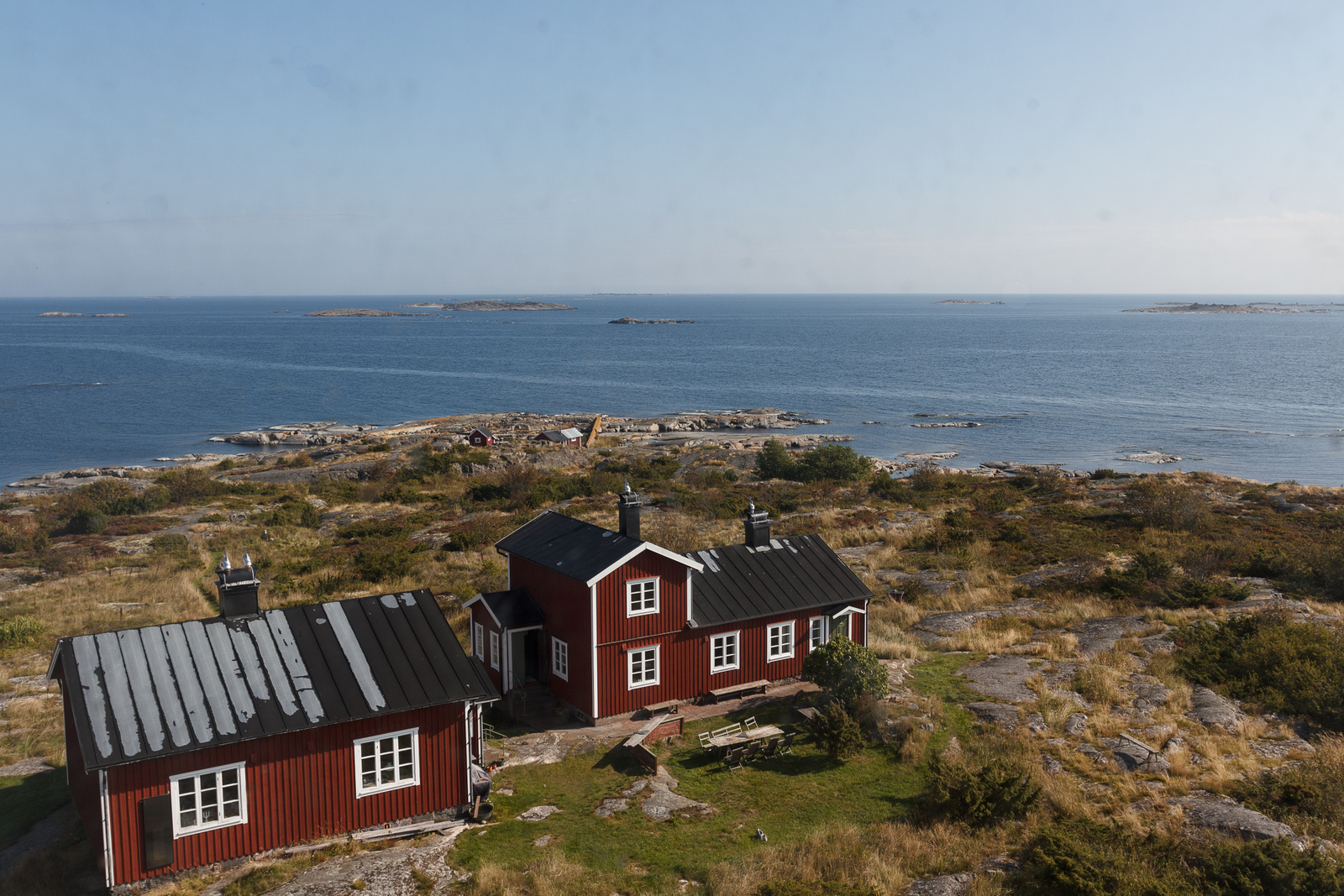
Gamla fyrvaktarbostaden 2014
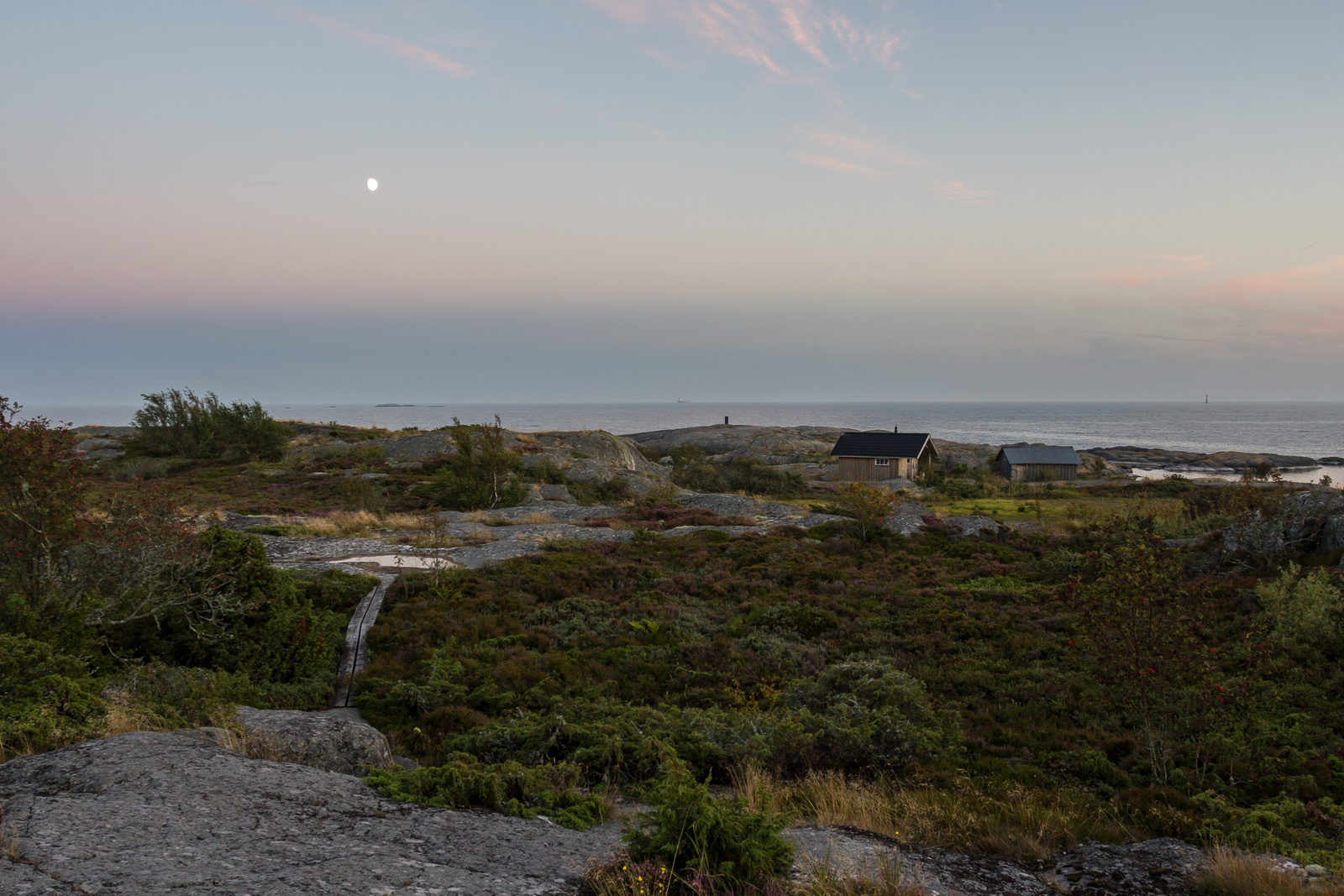
Grönskär 2014